# Гунзон
Гунзон (д/н — бл.635) — герцог Алеманії в 607—640 роках.

## Життєпис
Про Гунзона відомо небагато. 607 року змінив на посаду герцога Алеманії Унциліна. Резиденція розташовувалася в Юберлінгені. Був прихильником і союзником королеви Брунгільди. Допомагав її онукові Теодоріху II, королю Бургундії, проти його брата Теодеберта II, короля Австразії.
У 610 році брав участь у війні Теодоріха II з Австразією. Теодеберт II покликав Теодоріха II на перемовини до фортеці Сельц, де підступно захопив у полон. Король Бургундії вимушений був поступитися численними володіннями, зокрема своєю частиною Алеманії. В цей час Алеманію було поділено на дві частини по Рейну — східну Алеманію (Швабію) виділено для Хродоберт,а західну (Ельзас) — Гунзону.
У 612 році під час нової війни братів Гунзон, що перебував під владою Теодеберта II, перейшов на бік його суперника. Перемога Теодоріха II призвела до відновлення зверхності останнього над Алеманією. Згодом Гунзон заручив свою доньку Фрідібургу за спадкоємцям трону Сігібертом, що у 613 році став королем. Не брав участі у війні Сігіберта II проти Хлотара II, перейшовши на бік останнього. Завдяки цьому зберіг посаду. 
Остання згадка про Гунзона відноситься до 635 році, коли він провів синод в Констанці, де було обрано нового єпископа — диякона Іоанна Грабського. Є першою згадкою самостійності Констанцької єпархії. Можливо ще на початку 640-х років керував Алеманією спільно з Леутарієм II.